# Conwy (stacja kolejowa)
Conwy (ang: Conwy railway station) – stacja kolejowa w miejscowości Conwy, w hrabstwie Conwy, w Walii.
Stacja znajduje się na North Wales Coast Line biegnącej z Crewe do Holyhead. Obsługuje połączenia do Chester przez Colwyn Bay, Rhyl, Prestatyn i Flint w jednym kierunku oraz do Bangor i Holyhead w drugim.

## Historia
Stacja została otwarta przez Chester and Holyhead Railway w dniu 1 maja 1848. Została zamknięta w ramach Beeching Axe 14 lutego 1966, ale ponownie otwarto ją 29 czerwca 1987 jako przystanek na żądanie. Po ponownym otwarciu przyjęto walijską pisownię Conwy, w odróżnieniu od poprzedniej angielskiej nazwy Conway.

## Usługi
Perony na stacji mogą pomieścić jedynie 3 wagony, co ogranicza obsługiwane połączenia. Każdy z dwóch peronów posiada wiaty peronowe oraz elektroniczne wyświetlacze z dynamiczną informacją pasażerską.

## Linie kolejowe
- North Wales Coast Line